# Tetri
Tetri je gruzijska novčana jedinica, stoti dio gruzijskog larija. U optjecaju je od 1995. godine.
Naziv tetri ("bijelo") potječe od izraza koji označuje zlatne, srebrene ili brončane kovane kovanice koje su bile poznate još u srednjovjekovnoj Gruziji.
U optjecaju su kovanice od 1, 2, 5, 10, 20 i 50 tetri.